# Listă de filme

## După număr și literă
Aceasta este o listă de filme ordonată alfabetic.
Pentru primele cuvinte din titlul de film, se ignoră la toate articolele ("A", "An", "The", "Le", "La", "Les", "Der", "Die", "Das", "Il", "Gli", "El", etc). În interiorul titlului, se ignoră cuvintele ca: "and", "&", "in", "of". Dacă se întâlnesc astfel de cuvinte se folosește următorul cuvânt pentru indexare.
| Listă de filme                                          | Listă de filme | Listă de filme | Listă de filme | Listă de filme | Listă de filme | Listă de filme |
| ------------------------------------------------------- | -------------- | -------------- | -------------- | -------------- | -------------- | -------------- |
| #                                                       | A              | B              | C              | D              | E              | F              |
| G                                                       | H              | I              | J · K          | L              | M              | N · O          |
| P                                                       | Q · R          | S · Ș          | T · Ț          | U · V          | W · X          | Y · Z          |
| Această infocasetă: vizualizare • discuție • modificare |                |                |                |                |                |                |